# Heinz Schubert (SS-Mitglied)

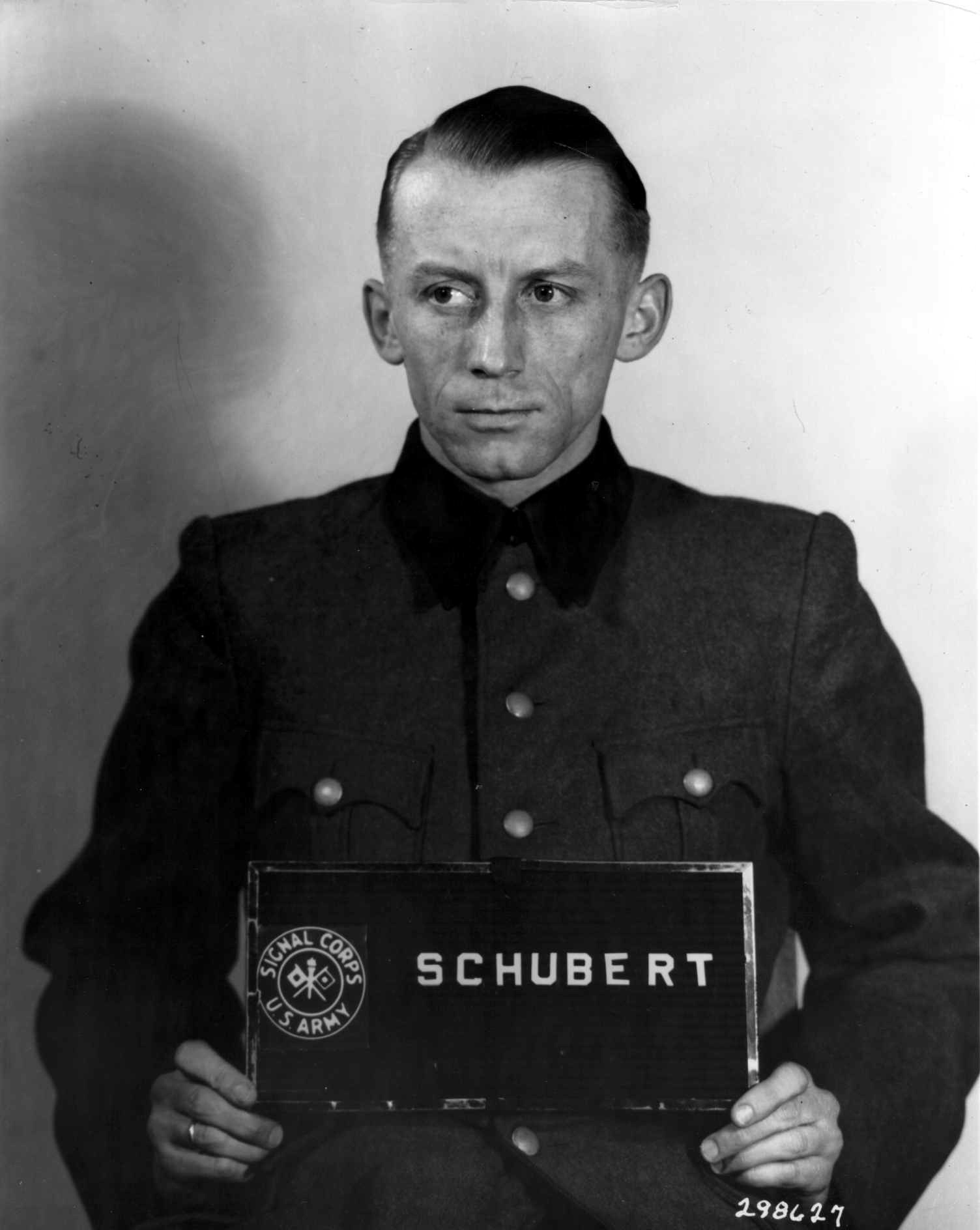
Heinz Schubert beim Einsatzgruppen-Prozess

Heinz Hermann Schubert (* 27. August 1914 in Berlin; † 17. August 1987 in Bad Oldesloe) war ein deutscher SS-Obersturmführer, der als Adjutant von Otto Ohlendorf, dem Kommandeur der Einsatzgruppe D, am Mord an den Juden in der besetzten Ukraine, auf der Krim und im Kaukasus beteiligt war. Schubert wurde 1948 im Einsatzgruppen-Prozess zum Tode verurteilt, jedoch nach der Umwandlung seiner Todesstrafe in eine Haftstrafe 1952 freigelassen.

## Leben

### Herkunft und Aufstieg im RSHA (1914–1940)
Heinz Hermann Schubert wurde kurz nach dem Ausbruch des Ersten Weltkriegs in Berlin geboren. Er ging zunächst in Eisenberg/Thüringen und später in Berlin-Lichterfelde zur Schule, wo er auch eine Höhere Handelsschule besuchte. Diese verließ er im März 1931 nach dem Erwerb der Obersekundareife. Von April 1931 bis August 1933 arbeitete Schubert für einen Rechtsanwalt.
Ab August 1933 war Schubert als Zivilangestellter für den Reichsstatthalter von Bremen und Oldenburg mit Sitz in Bremen tätig. Am 1. Mai 1934 trat Schubert im Alter von 19 Jahren von der Hitlerjugend direkt der NSDAP bei (Mitgliedsnummer 3.474.350). Am 10. Oktober 1934 trat Schubert der SS bei (SS-Nr. 107.326) und begann mit gleichem Datum die Arbeit für den Sicherheitsdienst des Reichsführers SS (SD). Vor seinem Einsatz in der Einsatzgruppe D arbeitete Schubert im Dezernat I A 4 (Personalien des SD) des Reichssicherheitshauptamtes (RSHA).

### Einsatz im Zweiten Weltkrieg (1941–1945)
Schubert löste im Oktober 1941 seinen Vorgänger Mayr als Adjutant von Otto Ohlendorf im Stab der Einsatzgruppe D ab. Wie im Einsatzgruppen-Prozess festgestellt wurde, war Schubert als Adjutant Ohlendorfs „mehr als ein Bürojunge mit Schulterstücken“. („…he was more than an office boy with shoulder straps.“) So erhielt Schubert im Dezember 1941 von Ohlendorf oder von dessen Stellvertreter Willi Seibert den Auftrag, die Tötung von etwa 700 bis 800 Menschen bei Simferopol zu organisieren und zu beaufsichtigen. Die Erschießung selbst wurde durch das Sonderkommando 11b durchgeführt. Schubert legte den Ort der Erschießung fest – verkehrsgünstig gelegen und doch abgeschieden genug, um Zeugen zu vermeiden, ließ die Opfer im Zigeunerviertel von Simferopol auf LKW laden, und er überwachte das Einsammeln von Geld und Wertgegenständen der Opfer. Schließlich beaufsichtigte Schubert die Erschießungen selbst, die in der von Ohlendorf präferierten Weise vonstattengehen sollten – mit einem größeren Abstand zwischen Schützen und Opfer und auf quasi-militärische Art, um die „seelische Belastung“ für die Schützen zu mindern.
Anfang Juli 1942 verließ Ohlendorf die Einsatzgruppe D, die nun von Walther Bierkamp geführt wurde, und kehrte in das RSHA nach Berlin zurück, um dort wieder Amt III (SD Inland und deutsche Lebensgebiete) zu leiten. Schubert blieb Adjutant von Ohlendorf und kehrte mit diesem nach Berlin zurück. Schuberts Nachfolger als Adjutant des Einsatzgruppenführers wurde im Juli 1942 Hans Thielecke. Im RSHA blieb Schubert bis Ende 1944 der Adjutant von Ohlendorf. Danach arbeitete er bis zum Kriegsende für Hans Ehlich in der Amtsgruppe III B.

### Nach Kriegsende (ab 1945)
1947–48 war Schubert der jüngste von 24 Angeklagten im Einsatzgruppen-Prozess, bei dem ihn Rechtsanwalt Josef Kössl unter Assistenz von Rudolf Meyer vertrat. Richter war Michael A. Musmanno. Am 9. April 1948 wurde Schubert in allen drei Anklagepunkten – (1) Verbrechen gegen die Menschlichkeit, (2) Kriegsverbrechen und (3) Mitgliedschaft in einer kriminellen Organisation – für schuldig befunden und am 10. April 1948 zum Tode verurteilt. Neben Schuberts konkreter Tatbeteiligung beim Simferopol-Massaker wurde ihm seine Mitverantwortung für die Taten der Einsatzgruppe D insgesamt zur Last gelegt. Trotz seines jungen Alters und eher niedrigen Dienstgrads gehörte Schubert zusammen mit Willi Seibert und Hans Gabel (Kompanieführer der 4./Res.-Pol.-Btln. 9) zur kleinen Führungsmannschaft der Einsatzgruppe D, die unter der Führung von Ohlendorf ungefähr 90.000 Menschen ermordete. Bis zur Bestätigung des Todesurteils wurde er in das Kriegsverbrechergefängnis Landsberg verbracht.

### Haftzeit und Freilassung
Im Zuge der intensivierten Diskussion der westdeutschen Wiederbewaffnung nach dem Ausbruch des Koreakrieges ab Sommer 1950 wandelte Hochkommissar John McCloy am 31. Januar 1951 auf Empfehlung des „Advisory Board on Clemency for War Criminals“ von den 15 Todesurteilen gegen in Landsberg Inhaftierte vier in lebenslange Haftstrafen und sechs in Haftstrafen zwischen zehn und fünfundzwanzig Jahren um, während fünf Todesurteile vollstreckt werden sollten. Das Todesurteil gegen Schubert wurde in eine Freiheitsstrafe von zehn Jahren umgewandelt. 1952 wurde Schubert freigelassen, nachdem ihm seine Resthaftzeit erlassen worden war.